# UEFAチャンピオンズリーグ 2025-26
UEFAチャンピオンズリーグ 2025-26（UEFA Champions League 2025-26）は、71回目のUEFAチャンピオンズリーグである。2026年5月30日にハンガリー・ブダペストのプシュカーシュ・アレーナで決勝が行われる。
優勝チームはUEFAチャンピオンズリーグ 2026-27リーグフェーズ、2026 UEFAスーパーカップ、FIFAインターコンチネンタルカップ2026およびFIFAクラブワールドカップ2029の出場権を獲得できる。

## 出場枠
55カ国・地域のUEFA加盟メンバーのうち、リヒテンシュタインとロシアを除いた53カ国・地域から、合計82チームが今シーズンのUEFAチャンピオンズリーグに参加する。各国の出場枠数は、2019-20シーズンから2023-24シーズンまでの過去5シーズンのUEFA主催大会の成績を対象としたUEFAランキング2024によって決定された。
- UEFAランキング1位から5位の各協会からは4チームが出場する。
- UEFAランキング6位の協会からは3チームが出場する。
- UEFAランキング7位から15位の各協会からは2チームが出場する。
- UEFAランキング16位から55位の各協会（リヒテンシュタイン[注釈 1]、ロシア[注釈 2]を除く）からは1チームが出場する。
- UEFAチャンピオンズリーグ 2024-25とUEFAヨーロッパリーグ 2024-25優勝チーム。
- 2024-25シーズンのUEFAの大会における成績をもとにしたポイントランキング上位2か国の追加チーム（ヨーロピアン・パフォーマンス・スポット: EPS）。

### 協会ランキング
| 順位 | 協会           | 係数    | 出場枠 | 備考              |
| ---- | -------------- | ------- | ------ | ----------------- |
| 1    | イングランド   | 104.303 | 4      | +1 (EPS) +1 (UEL) |
| 2    | イタリア       | 90.284  | 4      |                   |
| 3    | スペイン       | 89.489  | 4      | +1 (EPS)          |
| 4    | ドイツ         | 86.624  | 4      |                   |
| 5    | フランス       | 66.831  | 4      |                   |
| 6    | オランダ       | 61.300  | 3      |                   |
| 7    | ポルトガル     | 56.316  | 2      |                   |
| 8    | ベルギー       | 48.800  | 2      |                   |
| 9    | トルコ         | 38.600  | 2      |                   |
| 10   | チェコ         | 36.050  | 2      |                   |
| 11   | スコットランド | 36.050  | 2      |                   |
| 12   | スイス         | 32.975  | 2      |                   |
| 13   | オーストリア   | 32.600  | 2      |                   |
| 14   | ノルウェー     | 31.625  | 2      |                   |
| 15   | ギリシャ       | 31.525  | 2      |                   |
| 16   | デンマーク     | 31.450  | 1      |                   |
| 17   | イスラエル     | 31.125  | 1      |                   |
| 18   | ウクライナ     | 28.000  | 1      |                   |
| 19   | セルビア       | 27.775  | 1      |                   |

| 順位 | 協会             | 係数   | 出場枠 | 備考       |
| ---- | ---------------- | ------ | ------ | ---------- |
| 20   | クロアチア       | 25.525 | 1      |            |
| 21   | ポーランド       | 25.375 | 1      |            |
| 22   | ロシア           | 22.965 | 0      | [ 注釈 2 ] |
| 23   | キプロス         | 22.100 | 1      |            |
| 24   | ハンガリー       | 21.875 | 1      |            |
| 25   | スウェーデン     | 21.500 | 1      |            |
| 26   | ルーマニア       | 21.375 | 1      |            |
| 27   | ブルガリア       | 20.375 | 1      |            |
| 28   | アゼルバイジャン | 20.125 | 1      |            |
| 29   | スロバキア       | 19.625 | 1      |            |
| 30   | スロベニア       | 13.250 | 1      |            |
| 31   | モルドバ         | 13.125 | 1      |            |
| 32   | コソボ           | 11.541 | 1      |            |
| 33   | カザフスタン     | 11.500 | 1      |            |
| 34   | フィンランド     | 11.125 | 1      |            |
| 35   | アイルランド     | 10.875 | 1      |            |
| 36   | アルメニア       | 10.625 | 1      |            |
| 37   | ラトビア         | 10.625 | 1      |            |
| 38   | フェロー諸島     | 10.375 | 1      |            |

| 順位 | 協会                     | 係数   | 出場枠 | 備考       |
| ---- | ------------------------ | ------ | ------ | ---------- |
| 39   | ボスニア・ヘルツェゴビナ | 10.000 | 1      |            |
| 40   | リヒテンシュタイン       | 10.000 | 0      | [ 注釈 1 ] |
| 41   | アイスランド             | 9.583  | 1      |            |
| 42   | 北アイルランド           | 9.208  | 1      |            |
| 43   | ルクセンブルク           | 8.625  | 1      |            |
| 44   | リトアニア               | 8.500  | 1      |            |
| 45   | マルタ                   | 8.250  | 1      |            |
| 46   | ジョージア               | 7.625  | 1      |            |
| 47   | アルバニア               | 7.375  | 1      |            |
| 48   | エストニア               | 7.207  | 1      |            |
| 49   | ベラルーシ               | 6.625  | 1      |            |
| 50   | 北マケドニア             | 6.000  | 1      |            |
| 51   | アンドラ                 | 5.998  | 1      |            |
| 52   | ウェールズ               | 5.791  | 1      |            |
| 53   | モンテネグロ             | 5.708  | 1      |            |
| 54   | ジブラルタル             | 4.957  | 1      |            |
| 55   | サンマリノ               | 1.832  | 1      |            |

### 出場権の配分
ロシアが国際大会への出場資格を剥奪されている事により、以下のような配分が行われた。
- UEFAランキング23位（キプロス）と24位（ハンガリー）のリーグ戦優勝チームの参加ラウンドが予選1回戦から予選2回戦に繰り上げられた。

前シーズンのチャンピオンズリーグ優勝チーム（パリ・サンジェルマン）が国内リーグの成績によりチャンピオンズリーグ出場権を獲得している事により、以下のような配分が行われた。
- 予選（チャンピオンズ・パス）参加チームのうちクラブランキング最上位チーム（オリンピアコス）の参加ラウンドが予選2回戦からリーグフェーズに繰り上げられた。
- 予選1回戦（チャンピオンズ・パス）参加チームのうちクラブランキング上位2チーム（スロヴァン・ブラチスラヴァ、カラバフ）の参加ラウンドが予選1回戦から予選2回戦に繰り上げられた。

|                           |                                 | 初登場 | 前ラウンド勝者                                                                          |
| ------------------------- | ------------------------------- | --- | --------------------------------------------------------------------------------------- |
| 予選1回戦 (28チーム)      | 予選1回戦 (28チーム)            | - 25位から27位、30位から55位の国内リーグ優勝の28チーム（リヒテンシュタインを除く） |                                                                                         |
| 予選2回戦 (30チーム)      | チャンピオンズ・パス (24チーム) | - 16位から24位の国内リーグ優勝の8チーム（ロシアを除く） - 28位、29位の国内リーグ優勝の2チーム（予選1回戦参加チームのうちクラブランキング上位2チーム） | - 予選1回戦勝者の14チーム                                                               |
| 予選2回戦 (30チーム)      | リーグ・パス (6チーム)          | - 10位から15位の国内リーグ2位の6チーム |                                                                                         |
| 予選3回戦 (20チーム)      | チャンピオンズ・パス (12チーム) | | - チャンピオンズ・パスの予選2回戦勝者の12チーム                                         |
| 予選3回戦 (20チーム)      | リーグ・パス (8チーム)          | - 7位から9位の国内リーグ2位の3チーム - 6位の国内リーグ3位チーム - 5位の国内リーグ4位チーム | - リーグ・パスの予選2回戦勝者の3チーム                                                  |
| プレーオフ (14チーム)     | チャンピオンズ・パス (10チーム) | - 11位から14位の国内リーグ優勝の4チーム | - チャンピオンズ・パスの予選3回戦勝者の6チーム                                          |
| プレーオフ (14チーム)     | リーグ・パス (4チーム)          | | - リーグ・パスの予選3回戦勝者の4チーム                                                  |
| リーグフェーズ (36チーム) | リーグフェーズ (36チーム)       | - UEFAヨーロッパリーグ 2024-25優勝チーム - 1位から10位の国内リーグ優勝の10チーム - 1位から6位の国内リーグ2位の6チーム - 1位から5位の国内リーグ3位の5チーム - 1位から4位の国内リーグ4位の4チーム - 15位の国内リーグ優勝チーム（チャンピオンズ・パス予選参加チームのうちクラブランキング最上位チーム） - 2024-25シーズンのUEFAの大会における成績をもとにしたポイントランキング上位2か国の追加2チーム | - チャンピオンズ・パスのプレーオフ勝者の5チーム - リーグ・パスのプレーオフ勝者の2チーム |

## 出場クラブ
- TH: UEFAチャンピオンズリーグ 2024-25優勝 (Title Holders)
- EL: UEFAヨーロッパリーグ 2024-25優勝 (Europa League)
- 数字: リーグ順位
- EPS: 2024-25シーズンのUEFAの大会における成績をもとにしたポイントランキング上位2か国の追加クラブ(European Performance Spot)

| エントリー ラウンド | エントリー ラウンド | クラブ                       | クラブ                             | クラブ                                | クラブ                         |
| ------------------- | ------------------- | ---------------------------- | ---------------------------------- | ------------------------------------- | ------------------------------ |
| リーグフェーズ      | リーグフェーズ      | パリ・サンジェルマン (1位)TH | トッテナム・ホットスパー (EL)      | リヴァプール (1位)                    | アーセナル (2位)               |
| リーグフェーズ      | リーグフェーズ      | マンチェスター・シティ (3位) | チェルシー (4位)                   | ニューカッスル・ユナイテッド (5位)EPS | ナポリ (1位)                   |
| リーグフェーズ      | リーグフェーズ      | インテル (2位)               | アタランタ (3位)                   | ユヴェントス (4位)                    | バルセロナ (1位)               |
| リーグフェーズ      | リーグフェーズ      | レアル・マドリード (2位)     | アトレティコ・マドリード (3位)     | アスレティック・ビルバオ (4位)        | ビジャレアル (5位)EPS          |
| リーグフェーズ      | リーグフェーズ      | バイエルン・ミュンヘン (1位) | バイエル・レバークーゼン (2位)     | フランクフルト (3位)                  | ボルシア・ドルトムント (4位)   |
| リーグフェーズ      | リーグフェーズ      | マルセイユ (2位)             | モナコ (3位)                       | PSV (1位)                             | アヤックス (2位)               |
| リーグフェーズ      | リーグフェーズ      | スポルティングCP (1位)       | ユニオンSG (1位)                   | ガラタサライ (1位)                    | スラヴィア・プラハ (1位)       |
| リーグフェーズ      | リーグフェーズ      | オリンピアコス (1位)         |                                    |                                       |                                |
|                     |                     |                              |                                    |                                       |                                |
| PO                  | CH                  | セルティック (1位)           | バーゼル (1位)                     | シュトゥルム・グラーツ (1位)          | ボデ/グリムト (1位)            |
|                     |                     |                              |                                    |                                       |                                |
| Q3                  | LP                  | ニース (4位)                 | フェイエノールト (3位)             | ベンフィカ (2位)                      | クラブ・ブルッヘ (2位)         |
| Q3                  | LP                  | フェネルバフチェ (2位)       |                                    |                                       |                                |
|                     |                     |                              |                                    |                                       |                                |
| Q2                  | CH                  | コペンハーゲン (1位)         | マッカビ・テルアビブ (1位)         | ディナモ・キーウ (1位)                | ツルヴェナ・ズヴェズダ (1位)   |
| Q2                  | CH                  | リエカ (1位)                 | レフ・ポズナン (1位)               | パフォス (1位)                        | フェレンツヴァーロシュ (1位)   |
| Q2                  | CH                  | カラバフ (1位)               | スロヴァン・ブラチスラヴァ (1位)   |                                       |                                |
| Q2                  | LP                  | ヴィクトリア・プルゼニ (2位) | レンジャーズ (2位)                 | セルヴェット (2位)                    | ザルツブルク (2位)             |
| Q2                  | LP                  | ブラン (2位)                 | パナシナイコス (2位)               |                                       |                                |
|                     |                     |                              |                                    |                                       |                                |
| Q1                  | CH                  | マルメ (1位)                 | FCSB (1位)                         | ルドゴレツ・ラズグラド (1位)          | オリンピア・リュブリャナ (1位) |
| Q1                  | CH                  | ミルサミ・オルヘイ (1位)     | ドリタ (1位)                       | カイラト (1位)                        | KuPS (1位)                     |
| Q1                  | CH                  | シェルボーン (1位)           | ノア (1位)                         | RFS (1位)                             | ヴィキングル (1位)             |
| Q1                  | CH                  | ズリニスキ・モスタル (1位)   | ブレイザブリク (1位)               | リンフィールド (1位)                  | ディフェルダンジュ03 (1位)     |
| Q1                  | CH                  | ジャルギリス (1位)           | ハムルーン・スパルタンズ (1位)     | イベリア1999 (1位)                    | エグナティア (1位)             |
| Q1                  | CH                  | レバディア・タリン (1位)     | ディナモ・ミンスク (1位)           | シュケンディヤ (1位)                  | インテル・ダスカルダス (1位)   |
| Q1                  | CH                  | ザ・ニュー・セインツ (1位)   | ブドゥチノスト・ポドゴリツァ (1位) | リンカーン・レッド・インプス (1位)    | ヴィルトゥス (1位)             |

## 大会日程
日程は以下の通り。決勝（土曜日）を除き基本的に試合は火曜日と水曜日に行われるが、UEFAヨーロッパリーグとUEFAカンファレンスリーグの試合がない週には木曜日にも開催される他、リーグフェーズの最終節は水曜日に同時開催される。
| ステージ             | ラウンド                       | 組み合わせ抽選会 | 第1戦                                                           | 第2戦                                                           |
| -------------------- | ------------------------------ | ---------------- | --------------------------------------------------------------- | --------------------------------------------------------------- |
| 予選                 | 1回戦                          | 2025年6月17日    | 2025年7月8日 - 9日                                              | 2025年7月15日 - 16日                                            |
| 予選                 | 2回戦                          | 2025年6月18日    | 2025年7月22日 - 23日                                            | 2025年7月29日 - 30日                                            |
| 予選                 | 3回戦                          | 2025年7月21日    | 2025年8月5日 - 6日                                              | 2025年8月12日                                                   |
| プレーオフ           | プレーオフ                     | 2025年8月4日     | 2025年8月19日 - 20日                                            | 2025年8月26日 - 27日                                            |
| リーグフェーズ       | 第1節                          | 2025年8月28日    | 2025年9月16日 - 18日                                            | 2025年9月16日 - 18日                                            |
| リーグフェーズ       | 第2節                          | 2025年8月28日    | 2025年9月30日 - 10日1日                                         | 2025年9月30日 - 10日1日                                         |
| リーグフェーズ       | 第3節                          | 2025年8月28日    | 2025年10月21日 - 22日                                           | 2025年10月21日 - 22日                                           |
| リーグフェーズ       | 第4節                          | 2025年8月28日    | 2025年11月4日 - 5日                                             | 2025年11月4日 - 5日                                             |
| リーグフェーズ       | 第5節                          | 2025年8月28日    | 2025年11月25日 - 26日                                           | 2025年11月25日 - 26日                                           |
| リーグフェーズ       | 第6節                          | 2025年8月28日    | 2025年12月9日 - 10日                                            | 2025年12月9日 - 10日                                            |
| リーグフェーズ       | 第7節                          | 2025年8月28日    | 2026年1月20日 - 21日                                            | 2026年1月20日 - 21日                                            |
| リーグフェーズ       | 第8節                          | 2025年8月28日    | 2026年1月28日                                                   | 2026年1月28日                                                   |
| ノックアウトフェーズ | ノックアウトフェーズプレーオフ | 2026年1月30日    | 2026年2月17日 - 18日                                            | 2026年2月24日 - 25日                                            |
| ノックアウトフェーズ | ラウンド16                     | 2026年2月27日    | 2026年3月10日 - 11日                                            | 2026年3月17日 - 18日                                            |
| ノックアウトフェーズ | 準々決勝                       | 2026年2月27日    | 2026年4月7日 - 8日                                              | 2026年4月14日 - 15日                                            |
| ノックアウトフェーズ | 準決勝                         | 2026年2月27日    | 2026年4月28日 - 29日                                            | 2026年5月5日 - 6日                                              |
| ノックアウトフェーズ | 決勝                           | 2026年2月27日    | 2026年5月30日、ハンガリー・ブダペスト, プシュカーシュ・アレーナ | 2026年5月30日、ハンガリー・ブダペスト, プシュカーシュ・アレーナ |

## 予選

### 予選1回戦
予選1回戦の組み合わせ抽選会は2025年6月17日に行われた。第1戦は2025年7月8日と9日に、第2戦は7月15日と16日に行われた。
勝者はチャンピオンズ・パスの予選2回戦に進出する。敗者はチャンピオンズ・パスのカンファレンスリーグ・予選2回戦に回るが、2チームのみチャンピオンズ・パスのカンファレンスリーグ・予選3回戦に回る。
| チーム #1                | 合計          | チーム #2                    | 第1戦 | 第2戦      |
| ------------------------ | ------------- | ---------------------------- | ----- | ---------- |
| ジャルギリス             | 2-2 (10-11 p) | ハムルーン・スパルタンズ     | 2-0   | 0-2 (延長) |
| KuPS                     | 1-0           | ミルサミ・オルヘイ           | 1-0   | 0-0        |
| ザ・ニュー・セインツ     | 1-2           | シュケンディヤ               | 0-0   | 1-2 (延長) |
| イベリア1999             | 2-6           | マルメ                       | 1-3   | 1-3        |
| レバディア・タリン       | 0-2           | RFS                          | 0-1   | 0-1        |
| ドリタ                   | 4-2           | ディフェルダンジュ03         | 1-0   | 3-2        |
| ヴィキングル             | 2-4           | リンカーン・レッド・インプス | 2-3   | 0-1        |
| エグナティア             | 1-5           | ブレイザブリク               | 1-0   | 0-5        |
| シェルボーン             | 2-1           | リンフィールド               | 1-0   | 1-1        |
| FCSB                     | 4-3           | インテル・ダスカルダス       | 3-1   | 1-2        |
| ヴィルトゥス             | 1-4           | ズリニスキ・モスタル         | 0-2   | 1-2        |
| オリンピア・リュブリャナ | 1-3           | カイラト                     | 1-1   | 0-2        |
| ノア                     | 3-2           | ブドゥチノスト・ポドゴリツァ | 1-0   | 2-2        |
| ルドゴレツ・ラズグラド   | 3-2           | ディナモ・ミンスク           | 1-0   | 2-2 (延長) |

注釈
1. 1 2  この対戦カードの敗者は、カンファレンスリーグ・予選3回戦に回る

### 予選2回戦
予選2回戦の組み合わせ抽選会は2025年6月18日に行われた。第1戦は2025年7月22日と23日に、第2戦は7月29日と30日に行われた。
勝者は予選3回戦に進出する。チャンピオンズ・パスの敗者はチャンピオンズ・パスのヨーロッパリーグ・予選3回戦に、リーグ・パスの敗者はメイン・パスのヨーロッパリーグ・予選3回戦に回る。
| チーム #1                    | 合計 | チーム #2              | 第1戦 | 第2戦      |
| ---------------------------- | ---- | ---------------------- | ----- | ---------- |
| RFS                          | 1-5  | マルメ                 | 1-4   | 0-1        |
| ハムルーン・スパルタンズ     | 0-6  | ディナモ・キーウ       | 0-3   | 0-3        |
| パフォス                     | 2-1  | マッカビ・テルアビブ   | 1-1   | 1-0        |
| リンカーン・レッド・インプス | 1-6  | ツルヴェナ・ズヴェズダ | 0-1   | 1-5        |
| ノア                         | 4-6  | フェレンツヴァーロシュ | 1-2   | 3-4        |
| レフ・ポズナン               | 8-1  | ブレイザブリク         | 7-1   | 1-0        |
| コペンハーゲン               | 3-0  | ドリタ                 | 2-0   | 1-0        |
| リエカ                       | 1-3  | ルドゴレツ・ラズグラド | 0-0   | 1-3 (延長) |
| シュケンディヤ               | 3-1  | FCSB                   | 1-0   | 2-1        |
| スロヴァン・ブラチスラヴァ   | 6-2  | ズリニスキ・モスタル   | 4-0   | 2-2        |
| シェルボーン                 | 0-4  | カラバフ               | 0-3   | 0-1        |
| KuPS                         | 2-3  | カイラト               | 2-0   | 0-3        |

| チーム #1              | 合計 | チーム #2      | 第1戦 | 第2戦 |
| ---------------------- | ---- | -------------- | ----- | ----- |
| ブラン                 | 2-5  | ザルツブルク   | 1-4   | 1-1   |
| ヴィクトリア・プルゼニ | 3-2  | セルヴェット   | 0-1   | 3-1   |
| レンジャーズ           | 3-1  | パナシナイコス | 2-0   | 1-1   |

### 予選3回戦
予選3回戦の組み合わせ抽選会は2025年7月21日に行われた。第1戦は2025年8月5日と6日に、第2戦は8月12日に行われる。
勝者はプレーオフに進出する。チャンピオンズ・パスの敗者はヨーロッパリーグ・プレーオフに、リーグ・パスの敗者はヨーロッパリーグ・リーグフェーズに回る。
| チーム #1              | 合計 | チーム #2                  | 第1戦 | 第2戦 |
| ---------------------- | ---- | -------------------------- | ----- | ----- |
| マルメ                 | 1    | コペンハーゲン             | 8/5   | 8/12  |
| カイラト               | 2    | スロヴァン・ブラチスラヴァ | 8/6   | 8/12  |
| レフ・ポズナン         | 3    | ツルヴェナ・ズヴェズダ     | 8/6   | 8/12  |
| ルドゴレツ・ラズグラド | 4    | フェレンツヴァーロシュ     | 8/6   | 8/12  |
| ディナモ・キーウ       | 5    | パフォス                   | 8/5   | 8/12  |
| シュケンディヤ         | 6    | カラバフ                   | 8/5   | 8/12  |

| チーム #1        | 合計 | チーム #2              | 第1戦 | 第2戦 |
| ---------------- | ---- | ---------------------- | ----- | ----- |
| ザルツブルク     | 1    | クラブ・ブルッヘ       | 8/6   | 8/12  |
| レンジャーズ     | 2    | ヴィクトリア・プルゼニ | 8/5   | 8/12  |
| ニース           | 3    | ベンフィカ             | 8/6   | 8/12  |
| フェイエノールト | 4    | フェネルバフチェ       | 8/6   | 8/12  |

### プレーオフ
プレーオフの組み合わせ抽選会は2025年8月4日に行われた。第1戦は2025年8月19日と20日に、第2戦は8月26日と27日に行われる。
勝者はリーグフェーズに進出する。敗者はヨーロッパリーグ・リーグフェーズに回る。
| チーム #1                                     | 合計 | チーム #2                           | 第1戦   | 第2戦   |
| --------------------------------------------- | ---- | ----------------------------------- | ------- | ------- |
| ルドゴレツ・ラズグラド/フェレンツヴァーロシュ | 1    | シュケンディヤ/カラバフ             | 8/19-20 | 8/26-27 |
| レフ・ポズナン/ツルヴェナ・ズヴェズダ         | 2    | ディナモ・キーウ/パフォス           | 8/19-20 | 8/26-27 |
| ボデ/グリムト                                 | 3    | シュトゥルム・グラーツ              | 8/19-20 | 8/26-27 |
| セルティック                                  | 4    | カイラト/スロヴァン・ブラチスラヴァ | 8/19-20 | 8/26-27 |
| バーゼル                                      | 5    | マルメ/コペンハーゲン               | 8/19-20 | 8/26-27 |

| チーム #1                           | 合計 | チーム #2                     | 第1戦   | 第2戦   |
| ----------------------------------- | ---- | ----------------------------- | ------- | ------- |
| フェイエノールト/フェネルバフチェ   | 1    | ニース/ベンフィカ             | 8/19-20 | 8/26-27 |
| レンジャーズ/ヴィクトリア・プルゼニ | 2    | ザルツブルク/クラブ・ブルッヘ | 8/19-20 | 8/26-27 |

## リーグフェーズ
リーグフェーズの組み合わせ抽選会は2025年8月28日に行われる。
36チームは1つのリーグを形成し、各チームは異なるクラブとホームとアウェーで4試合ずつ計8試合を行う。対戦相手はクラブランキングによって9チームずつに分けられた4つのポット（前シーズンのチャンピオンズリーグ優勝クラブは必ずポット1）から2クラブずつ選ばれ、1つのポットの対戦相手とはそれぞれホームとアウェーで試合を行う。原則としてリーグフェーズでは同じ協会のクラブとの対戦は行わず、1つの協会のクラブとの対戦は2クラブまでとなる。1位から8位までの8チームはそのままラウンド16に進出し、9位から24位までの16クラブはそれぞれノックアウトフェーズプレーオフに進出する（9位から16位までの8チームはシードチームとなる）。25位から36位のクラブはそのまま敗退となる。